# Römisches Brandgräberfeld Messerich
Koordinaten: 49° 57′ 10″ N, 6° 27′ 53″ O
Das Römische Brandgräberfeld Messerich ist ein römisches Grabfeld in der Ortsgemeinde Messerich im Eifelkreis Bitburg-Prüm in Rheinland-Pfalz.

## Beschreibung
Das Brandgräberfeld befindet sich nordwestlich von Messerich auf einem Höhenrücken, in der Nähe des aus 70 Tumuli bestehenden Hügelgräberfeldes.
Die Brandgräber lassen sich als römerzeitlich einordnen.

## Archäologische Befunde

### Allgemeines
Im Jahr 1937 wurden vier Brandgräber entdeckt, von denen drei durch das Rheinische Landesmuseum Trier geborgen wurden. Es handelt sich um relativ gut ausgestattete Gräber in rechteckigen 1,8–1,9 m langen und 1,2–1,4 m breiten Gruben. Steinumstellungen fehlen, der Leichenbrand lag in Haufen auf dem Kammerboden. Neben unverbrannten Tierknochen fanden sich in allen Gräbern relativ gut erhaltene Keramikgefäße.

### Einzelne Brandgräber
Eindeutig jünger, wohl aber noch frühaugusteisch, ist Grab 1 mit einem Schrägrandbecher mit Rädchendekor. Bemerkenswert ist, dass sich über den Gräbern Findlingsblöcke von ca. 0,5 m Höhe fanden, die eindeutig als oberirdische Kennzeichnung der Gräber zu deuten sind. Einer der Steinblöcke ist auf der Unterseite mit sich kreuzenden Linien versehen.
Grab 2 dürfte das älteste der vier Gräber sein. Es enthielt zwei Schalen und drei Töpfe einer groben, schwarzen Keramik sowie zwei frühe Kragenfibeln.
Das dritte Grab ist offensichtlich etwas jünger: Es enthielt zwei fragmentarisch erhaltene Eisenfibeln mit breitem bandförmigen Bügel, eine drahtförmige Bronzefibel mit durchbrochenem Nadelhalter, einen Zweihenkelkrug und ein italienisches Schälchen. Es gehört an den Übergang vom jüngsten latènezeitlichen zum ältesten gallo-römischen Horizont.

## Erhaltungszustand und Denkmalschutz
Die römischen Brandgräber befanden sich in einer Ackerfläche und sind seit der Bergung durch das Rheinische Landesmuseum Trier nicht mehr vor Ort erhalten. Der Zustand und Verbleib von Grab 4 ist unbekannt.
Das Gräberfeld ist als eingetragenes Kulturdenkmal im Sinne des Denkmalschutzgesetzes des Landes Rheinland-Pfalz (DSchG) unter besonderen Schutz gestellt. Nachforschungen und gezieltes Sammeln von Funden sind genehmigungspflichtig, Zufallsfunde an die Denkmalbehörden zu melden.